# Єетла
Є́етла (ест. Öötla küla) — село в Естонії, у волості Ярва повіту Ярвамаа.

## Населення
Чисельність населення на 31 грудня 2011 року становила 59 осіб.

## Географія
Через населений пункт проходять автошляхи 15156 (Анна — Пеетрі — Гууксі) та 15157 (Водья — Есна).

## Історія
З 10 жовтня 1991 до 21 жовтня 2017 року село входило до складу волості Кареда.